# Каруи, Хамед
Хамед Каруи (араб. حامد القروي‎; фр. Hamed Karoui; 30 декабря 1927, Сус — 27 марта 2020) — тунисский политик, премьер-министр Туниса с 27 сентября 1989 года до 17 ноября 1999 года, принадлежавший к правящей партии страны Демократическое конституционное объединение. До этого в 1986—1987 годах Каруи был министром по делам молодёжи и спорта, а с 1988 по 1989 год — министром юстиции.